# Kanade
Kanade（かなで）は岡山県出身の女性歌手である。
2007年ユニバーサルJよりメジャー・デビュー。

## ディスコグラフィー

### 自主制作
1. 1page（2004年12月）完売

### シングル
1. Ring The Alarm（2007年6月27日）
  1. Ring The Alarm（中京テレビ「SPORTS STADIUM」5月EDテーマ/中部日本放送「IMPACT」5月EDテーマ/テレビ大阪「NIGHT CRUISING」6月EDテーマ/読売テレビ「ダウンタウンDX」6・7月EDテーマ）
  2. Don't Break My Heart
  3. Life goes on
2. Legacy of you 〜君が残してくれたもの〜（2007年9月19日）
  1. Legacy of you 〜君が残してくれたもの〜（日本テレビ系「スーパーチャンプル」9月エンディングテーマ）
  2. It's my answer
  3. Baby Don't Go
3. Xmas Time!! （2007年10月31日）　配信限定シングル
4. 恋花(koibana) （2008年2月6日）
  1. 恋花(koibana) （TBS系「恋するハニカミ!」2月度テーマソング）
  2. Be the One
  3. Scream!
5. Serenade （2008年5月21日）
  1. Serenade （テレビ朝日系木曜ミステリー「新・科捜研の女」主題歌）
  2. Over
  3. Serenade -Acoustic Version-
  4. Serenade -Instrumental-
6. 春なのに （2009年2月5日）
  1. 春なのに（中島みゆきの楽曲のカバー）
  2. I’ll be back to you～映画「宿命」挿入歌日本語バージョン～
  3. 春なのに -Instrumental-
  4. I’ll be back to you -Instrumental-
7. あーあなたに出逢えてよかった feat.花*花 （2009年6月3日）
  1. あーあなたに出逢えてよかった feat.花*花（花*花の「あ〜よかった」をサンプリング）
  2. Angel
  3. あーあなたに出逢えてよかった -口笛Ver.-

### アルバム
1. 奏 （2008年7月9日）
  1. Feelin' 〜風に吹かれて〜
  2. It's my answer
  3. Don't break my heart
  4. Be the One <feat. SOHJIN>
  5. 恋花(koibana)
  6. Serenade
  7. Legacy of you 〜君が残してくれたもの〜
  8. Over
  9. Lover of Friend?
  10. Rock with you
  11. Missing you
  12. Still…
  13. Ring The Alarm system remix
  14. Life goes on system remix
  15. Serenade -Acoustic Version-
2. 響〜echoes〜 （2009年11月11日）
  1. あーあなたに出逢えてよかった feat.花*花
  2. Black Marketer
  3. 好きだったはず（テレビ東京「音風♪」11月度OPテーマ）
  4. Bump!Bump!Boooo!
  5. Sky
  6. Doggy Bocca
  7. 二人の季節
  8. ゆるい愛の日々
  9. Angel
  10. 忘れない… 〜さよなら大好きな人〜 feat.J’Q(VIVID Neon*)（花*花の「さよなら 大好きな人」をサンプリング）
  11. あーあなたに出逢えてよかった -口笛 Bossa Reprise-

## 参加したミュージシャン
- 倖田來未
- HI-D
- BENNIE K
- nobodyknows+
- NIVEA
- Vlidge